# Lentner (Unternehmen)
Die Josef Lentner GmbH ist ein Hersteller von Feuerwehrfahrzeugen aus Hohenlinden im oberbayerischen Landkreis Ebersberg. Lentner ist Teil der Hausmann Holding GmbH.

## Firmengeschichte

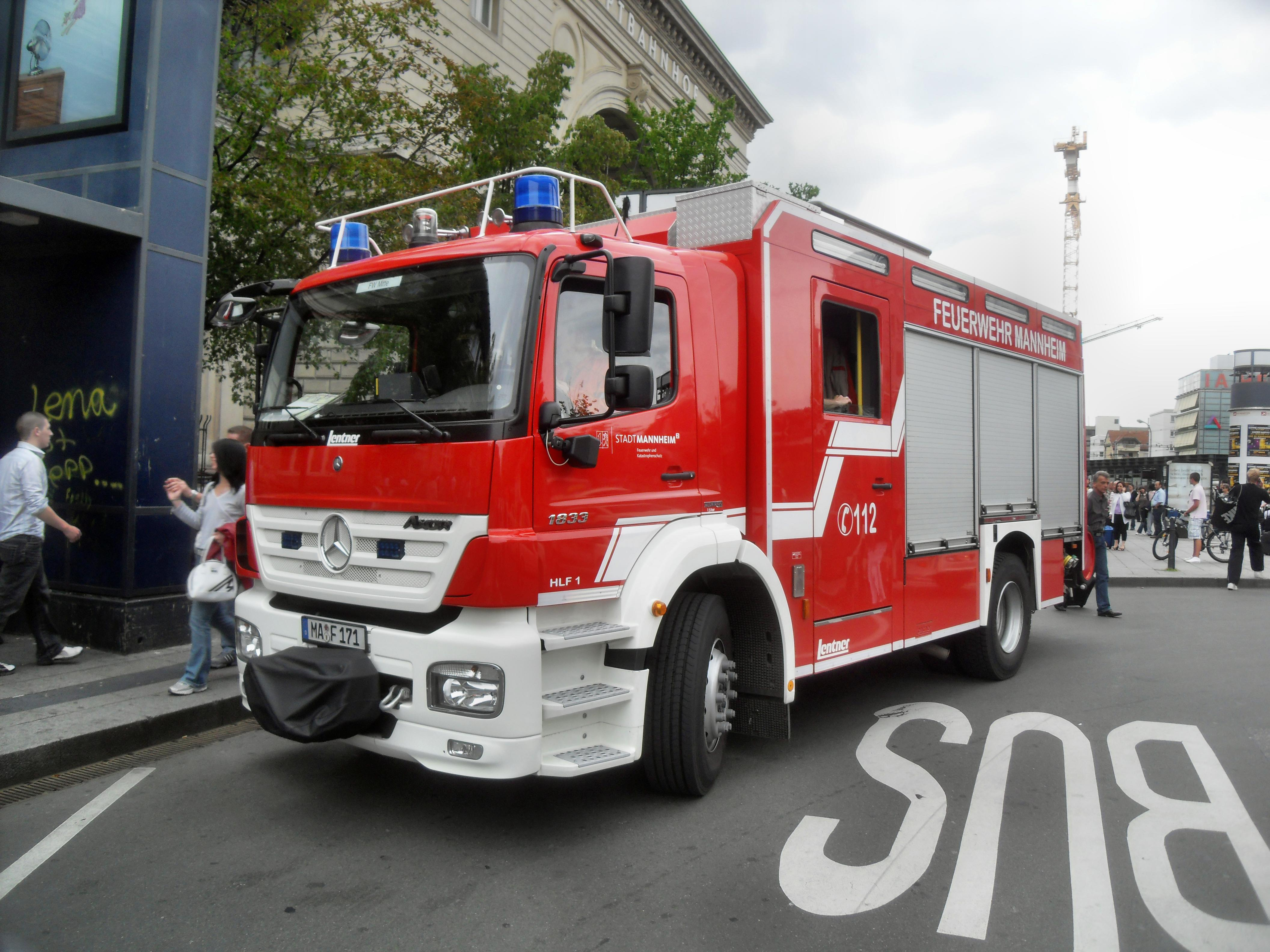
Hilfeleistungslöschgruppenfahrzeug von Lentner

Das Unternehmen wurde etwa in den 1940er Jahren gegründet und begann in den 1980er Jahren mit der Produktion von Katastrophenschutz-Fahrzeugen, seit 2007 in der Produktionsstätte Hohenlinden auf einem Gelände von etwa 15.000 Quadratmetern. 2008 betrug der Jahresumsatz 10,5 Millionen Euro, 2009 wurde er auf knapp 14 Millionen Euro gesteigert. Im selben Jahr wurde die Werkhalle 2 in Betrieb genommen. 2014 startete man die Produktion in der Werkhalle 3.

## Kunden

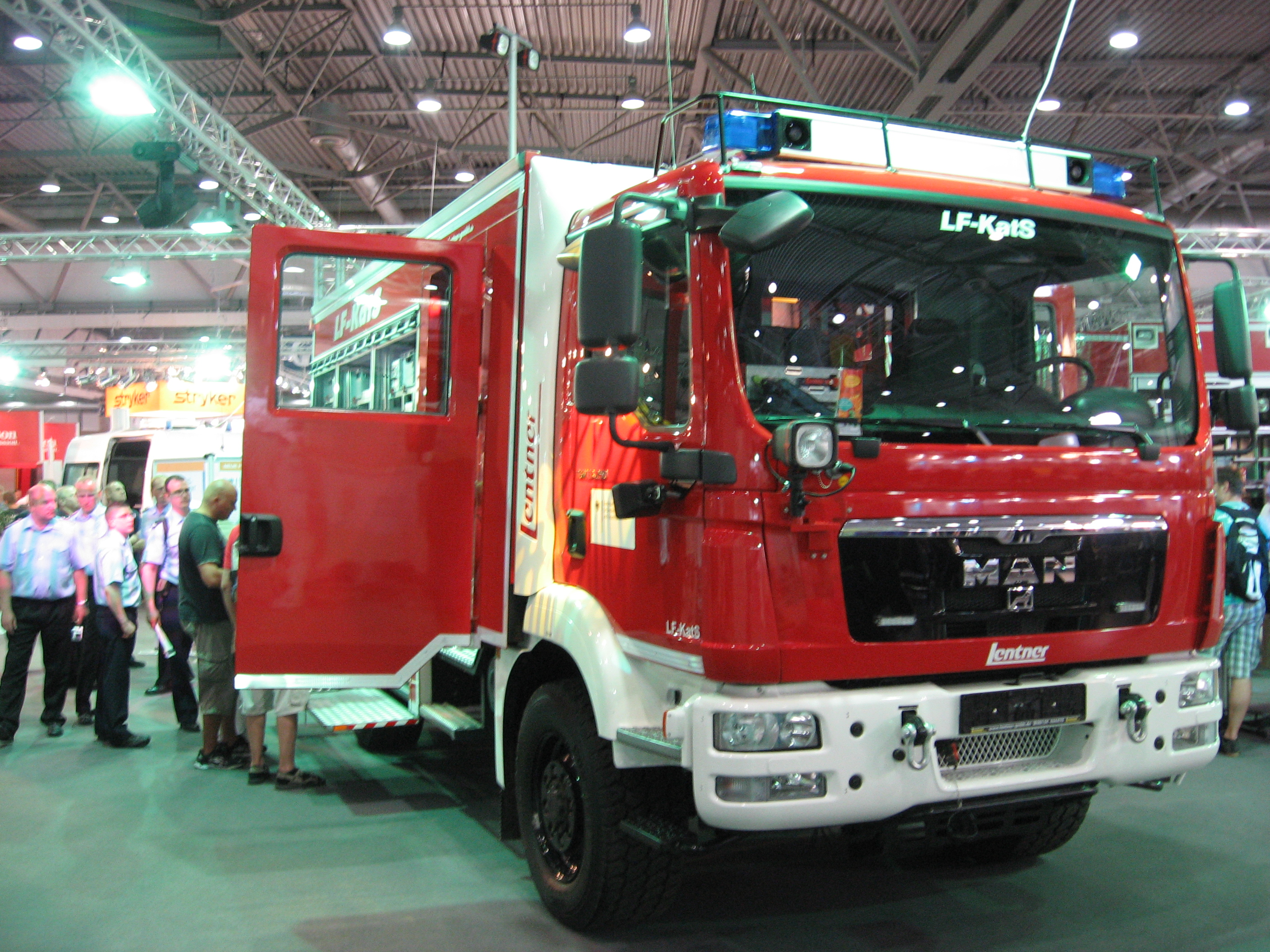
LF KatS (auf der Interschutz 2010)

Das Unternehmen erhielt 2009 den Auftrag zum Bau von siebzig Fahrzeugen des neuen Löschgruppenfahrzeuges für den Katastrophenschutz (mit der Option auf 120 weitere).
Zur weiteren Kundschaft gehören neben Gemeinden und Firmen in Deutschland und Österreich auch der Flughafen München und Kunden im Nahen Osten und Ostasien.

## Preise
2009 erhielt das Unternehmen den bayrischen Gründerpreis.